# 澳洲珍燈魚
澳洲珍灯鱼（学名：Lampanyctus australis）为輻鰭魚綱燈籠魚目灯笼鱼科的其中一種。分布于南半球亞熱帶海域，為深海魚類，棲息深度可達560公尺，體長可達13.1公分。

## 扩展阅读
維基物種上的相關：澳洲珍灯鱼